# Jessica Hart (modelo)
Jessica Hart (Sídney; 26 de marzo de 1986) es una modelo australiana que apareció en Sports Illustrated Swimsuit Issue 2009. Es conocida por su trabajo con Vogue.

## Carrera
Aunque nació y se crio en Sídney, Australia, fue descubierta en Melbourne y se mudó a Nueva York con el objetivo de poder seguir una carrera en el modelaje apareciendo en campañas de Guess, Triumph y Esprit. Hart fue fotografiada para la portada de  Swimsuit Issue en México en noviembre de 2008.
En 2008, consideró encarnar un papel como Entourage junto a Alyssa Sutherland. En mayo de 2009, la prensa australiana se hizo eco de que Hart había firmado un contrato para figurar en un anuncio de Victoria's Secret con Heidi Klum, Karolina Kurkova y Adriana Lima, quienes se encontraban todas embarazadas en la temporada otoño de 2009. Hart apareció varias veces en el catálogo de dicha temporada.
Hart figuró en algunos episodios de la serie de MTV, The City durante la primera temporada, junto al que en aquel entonces era su novio, Nicolas Potts. Participó en videoclips de Tamarama como "Everything To Me" (junto a la también modelo australiana Miranda Kerr) y "Middle Of A Magazine".
En 2010, Hart desfiló para los eventos de la temporada primavera/verano 2011 Gottex, PPQ, Louise Gray, Emilio de la Moreno, Osman, Sass & bide, Julien MacDonald, Matthew Williamson, Antonio Berardi, Christopher Kane, David Koma, Giles Deacon, Charlie Le Mindu y Jon. En 2012 se convirtió en el rostro de la línea de soda, Été Blanc for Maison Scotch.
Hart desfiló en el Victoria's Secret Fashion Show en 2012 y 2013. En marzo de 2013, Hart desfiló para Louis Vuitton y en la Paris Fashion Week y en septiembre, para Dolce and Gabbana y Max Mara en la Milan Fashion Week.
En enero de 2014, Hart volvió a aparecer en la Vogue australiana. En febrero y marzo, Hart desfiló para diseñadores como Sonia Rykiel y Rag & Bone en la New York Fashion Week y en la Paris Fashion Wee; también apareció en la portada GQ y L'Officiel. Hart también fue parte de campañas de Victoria's Secret Body y Andrew Marc y desfiló para Marc Jacobs. En octubre, Hart figuró en versión australiana de Cosmopolitan  y en noviembre, en la edición griega. Hart también apareció en la portada de Harper's Bazaar (Australia, México, Grecia, República Checa), Marie Claire Italia, Elle (Italia, Eapaña, Australia, Argentina, Serbia), L'Officiel (París, Suiza, Singapur, Turquía, Australia). Hart también ha aparecido en editoriales  de Vogue, Love y V.
En 2015, Hart fue filmada junto a Gigi Hadid por Bruce Weber para la Vogue estadounidense. Desfiló para Vionnet y Marc Jacobs en la Paris Fashion Week. Ese mismo año apareció en la portada de Marie Claire Italia, Porter Magazine, Vanity Fair Estados Unidos, GQ Magazine Estados Unidos, Cosmopolitan Australia, Vogue Estados Unidos y Elle Australia, como también en Harper's Bazaar Australia y Grecia y L'Officiel Australia. Apareció en anuncios de Luma Cosmetics, Michael Kors y Victoria's Secret.
En 2016 realizó por segunda vez un anuncio de Luma Cosmetics y en julio fue la protagonista de la campaña "Jeans for Refugees". En abril de 2016 apareció en la editorial de la Vogue Australiana.
En 2017 apareció en anuncios de Triumph, Estee Lauder, Seafolly y de su propio perfume "Jessica Hart's Springtime Fragance x Aerin Beauty". Además, apareció en L'Officiel Suiza, L'Officiel Turquía, Harper's Bazaar Méxica y Latinoamérica, Harper's Bazaar Argentina Grazia Alemania y DSection Magazine; como también desfiló para Philipp Plein.
En 2018 figuró en un anuncio de Solid & Striped, en una campaña para trajes de baño, en Harper's Bazaar Chile y Marie Claire Italia.

## Vida personal
Está comprometida con James Kirkham. Su hija, Baby-Rae Kirkham, nació el 17 de noviembre de 2020 en Los Ángeles. En junio de 2021 anunció su segundo embarazo. Su segundo hijo, Glorious, nació el 2 de febrero de 2022.